# Conor Cruise O'Brien
Conor Cruise O'Brien, född 3 november 1917 i Dublin, död 18 december 2008 i Howth nära Dublin, var en irländsk politiker, författare och historiker.

## Biografi
O'Brien började sin utbildning vid Sandford Park School som hade en övervägande protestantisk grundsyn, trots invändningar från katolska präster. Han fortsatte därefter vid Trinity College Dublin, som spelade den brittiska nationalsången fram till 1939, även om O'Brien och andra protesterade vid sådana tillfällen. Han var också redaktör för Trinitys veckoblad, TCD: A College Miscellany.
O'Briens universitetsutbildning ledde till en karriär i offentlig tjänst, främst i departementet för yttre (numera utländska) frågor. Han blev verkställande direktör för den statliga irländska nyhetsbyrån och ingick senare i den spirande irländska delegationen till FN. Långt senare hävdade han att han var något av en avvikande bildstormare inom den irländska politiken efter 1922, särskilt i samband med Fianna Fáil-regeringarna under Éamon de Valera. Han misstänkte att de som inte anslöt sig till traditionella katolska sedvänjor ansågs som generellt olämpliga för offentliga uppdrag, även om det inte verkar ha hindrat hans eget avancemang till vad som slutade officiellt på ambassadörsnivå. 
I departementet för yttre angelägenheter under koalitionsregeringen 1949–1952 tjänstgjorde O'Brien under den republikanske, tidigare IRA-stabschefen, Seán MacBride, nobelpristagare 1974. Han drev där en högljudd opposition under 1940- och 1950-talen, som en del av sin tjänsteutövning.
År 1961 kom O'Brien till världens kännedom efter utstationeringen från Irlands FN-delegation som särskild representant för Dag Hammarskjöld, FN:s generalsekreterare, i provinsen Katanga i det nyligen självständiga Kongo-Léopoldville (numera Kongo-Kinshasa).
O'Brien återvände till Irland och i 1969 års allmänna val valdes han till Dáil Éireann som medlem av oppositionen i Labourpartiet. Han utsågs till medlem av den kortlivade första delegationen från Oireachtas till Europaparlamentet. Efter 1973 års parlamentsval blev O'Brien minister för post och telegraf 1973–1977 i Labour-Fine Gael-koalitionsregeringen under Liam Cosgrave. Under denna period, efter utbrottet av den väpnade konflikten i Nordirland 1969, utvecklade O'Brien en djup fientlighet mot den militanta irländska republikanismen och irländska nationalister i allmänhet i Nordirland.

## Författarskap
O'Brien hann med ett omfattande författarskap och skildrade bl.a. sina upplevelser i Kongo i boken Uppdrag Katanga (1962, svensk översättning 1962). Han pjäs Mordänglarna, som var starkt kritisk mot Dag Hammarskjöld, väckte skandal vid världspremiären 1970.